# Garin (motorfiets)
Garin is een historisch merk van brom- en motorfietsen.
De bedrijfsnaam was: Ets. Motos Garin, Lyon.
Dit was een kleine Franse producent van bromfietsen en motorfietsen tot 98 cc. De productie duurde van 1950 tot 1953.